# Lizzy Borden
Lizzy Borden é uma banda americana de heavy metal formada em Los Angeles, Califórnia, no ano de 1983. A banda se tornou um dos principais nomes do glam metal nos anos 80 e com o passar dos anos passou a incorporar elementos de outros estilos musicais como o shock rock, estilo também tocado por bandas como Alice Cooper, KISS e Lordi.
O nome da banda e do vocalista são uma adaptação homófona de Lizzie Borden, uma mulher norte-americana acusada e condenada por assassinar brutalmente a golpes de machado os seus próprios pais no século XIX.

## História
O vocalista, Lizzy, formou a banda em Abril de 1983, em Los Angeles, Califórnia, com o seu irmão Joey Scott Harges, na bateria, juntamente com o guitarrista Tony Matuzak e o baixista Mike Kenny. O tema Rod Of Iron levou-os a serem contratados pela editora Metal Blade e a integrar esse mesmo tema no quarto volume da colectânea Metal Massacre.
Em 1988, no auge da fama, entraram no filme documental The Decline of Western Civilization Part II: The Metal Years, que esteve cerca de um mês nos cinemas portugueses.

## Membros
Atuais
- Lizzy Borden – vocal (1983–2004, 2006–presente)
- Joey Scott – bateria (1983–2004, 2006–presente)
- Mårten Andersson – baixo (1992–2004, 2006–presente)
- Ira Black – guitarra (2006–2008, 2014–presente)

Ex integrantes
- Gene Allen –  guitarra (1983–1987)
- Tony Matuzak – guitarra (1983–1985)
- Steve Hochheiser – baixo (1983)
- Michael Davis – baixo (1983–1988)
- Alex Nelson – guitarra (1984–1986, 1989–2004; morto em 2004)
- Joe Holmes – guitarra (1987–1988)
- Brian Perry –  baixo  (1989–1992)
- David Michael Philips - guitarra (1989)
- Corey James Daum – guitarra (1989–1996; morto em 2009)
- Ronnie Jude - guitarra (1989)
- Joe Steals – guitarra (for Starwood) (2003–2004)
- Chris Sanders – guitarra (2007–2010)
- Dario Lorina – guitarra (2009–2014)
- AC Alexander – guitarra (2010–2012)
- Heather Rice - vocal

## Discografia

### LPs
- Love You to Pieces (1985)
- Menace to Society (1986)
- The Murderess Metal Road Show (1986) (ao vivo)
- Visual Lies (1987)
- Master of Disguise (1989)
- Best of Lizzy Borden (1994)
- Deal with the Devil (2000)
- If It Ain't Broke, Break It! (como Starwood) (2004) (2005?)
- Appointment with Death (2007)

### EPs
- Give 'Em the Axe (1984)
- Terror Rising (1987)

### Singles
- "Ultra Violence" (1986)
- "Me Against the World" / "Den of Thieves" (1987)

### Demos
- Demo '83 (1983)

### Video & DVD
- 1987/2002: The Murderess Metal Road Show (VHS/DVD)